# Los Vivancos
Pour les articles homonymes, voir Vivancos.
Los Vivancos sont une compagnie de danse contemporaine espagnole composée d'une fratrie de sept frères, tous danseurs et artistes.
Actifs sur la scène musicale internationale depuis les années 2000, Los Vivancos participent à de nombreux spectacles et organisent des tournées à travers le monde.

## Historique

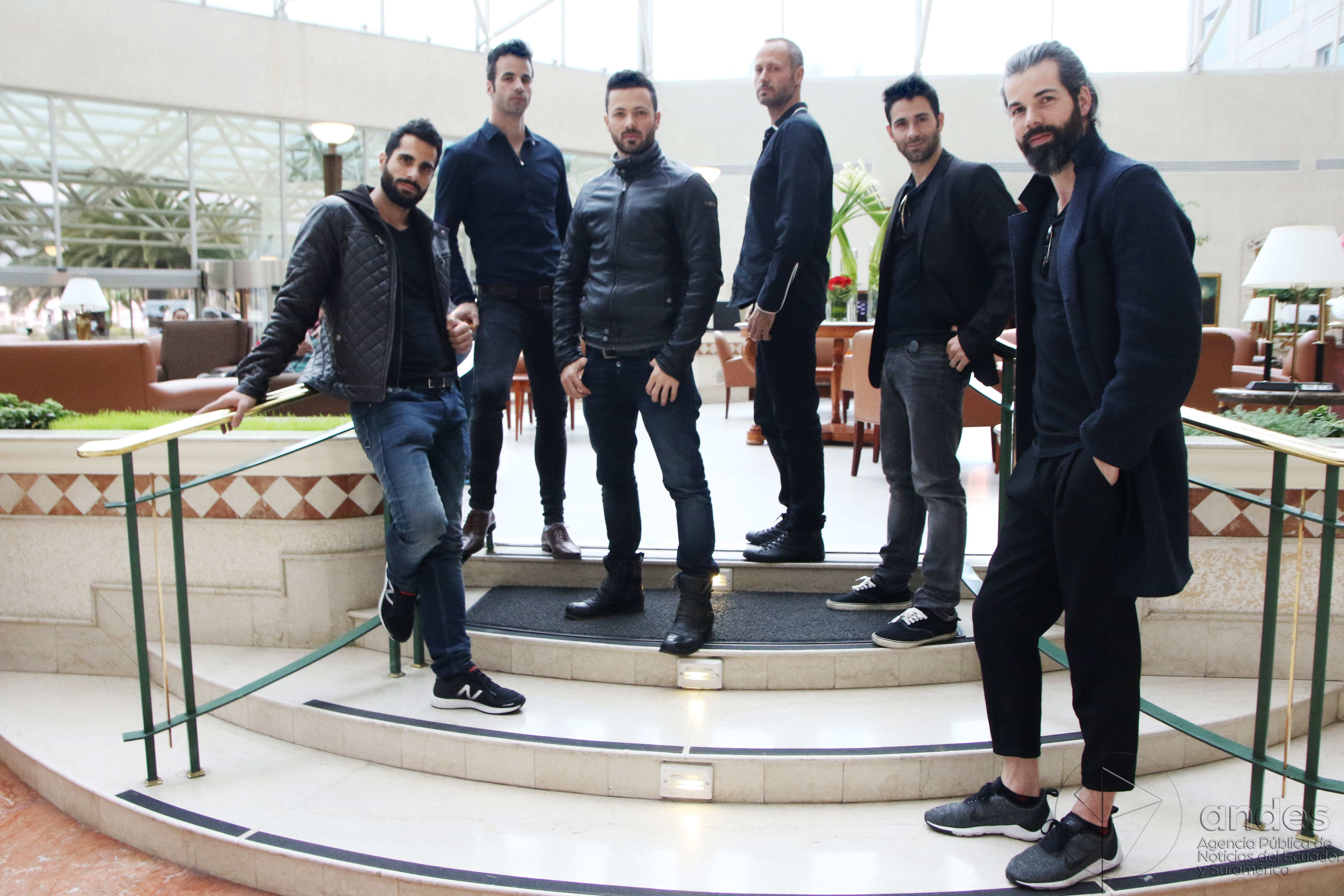
Los Vivancos à Quito (2017) pour Nacidos para bailar (Nés pour danser).

Issus d'une famille d'artistes, ils apprécient, durant leur jeunesse, de créer des performances artistiques pour leurs proches.
Leurs débuts présentent des carrières et des formations séparées (Conservatoire de Barcelone) : certains frères se dirigent plutôt vers le flamenco moderne, d'autres vers la danse contemporaine, Ils décident néanmoins de se réunir pour des tournées à travers le monde (New York, Madrid, Londres, Moscou) à partir des années 2000.
Pour leurs mises en scènes, tournées et spectacles communs, ils choisissent leur nom de famille, Los Vivancos (en français : Les Vivancos).
Les sept frères demeurent des personnalités reconnues dans le milieu artistique et médiatique, notamment en Espagne, et en particulier dans le flamenco contemporain.

## Composition
- Elías Vivancos[8]
- Judah Vivancos[9]
- Josua Vivancos
- Cristo Vivancos
- Israel Vivancos[10]
- Aarón Vivancos[11]
- Josué Vivancos

## Collaborations artistiques
- En France, à Paris, ils participent chaque soir à la résidence musicale de la chanteuse Mylène Farmer pour son spectacle Avant que l'ombre… À Bercy (spectacle) en janvier 2006, créateurs de chorégraphies[12] et de performances[13].
- En 2009, ils sont présélectionnés par RTVE pour représenter l'Espagne au concours Eurovision[14] avec la chanteuse Melody[15], avec la chanson Amante de la Luna,[16]. Le groupe se retire de la compétition avant la finale.
- En Espagne, ils participent à l'édition espagnole du programme Danse avec les stars[17] (Bailando con las estrellas[18]).
- En 2017, la société de produits cosmétiques Salerm Cosmetics les choisit comme mannequins pour illustrer leur calendrier[19].